# Улица Эмилии Алексеевой
Улица Эмилии Алексеевой — одна из улиц Барнаула.
Улица проходит по Октябрьскому и Ленинскому районам города, от проспекта Ленина в северной части города до улицы Попова на северо-западе. Протяженность — 3,8 км. Ширина — от 5 до 10 метров.

## История
Своё современное название улица получила в 1957 году в результате переименования 6-го Заводского проезда. Названа в честь участника Гражданской войны на Алтае Эмилии Августовны Алексеевой (урожденной Солин), по национальности финки (1890—23 августа 1919 года), погибшей в застенках колчаковской контрразведки (приняла яд).  
Сегодня на всем протяжении улицы находятся 5-этажные «хрущевки», дома барачного типа и частный сектор. Движение транспорта от улицы Малахова — одностороннее, направленное в сторону проспекта Ленина.

## Важнейшие здания и учреждения
- Государственные учреждения — Полк ППС ГУВД Алтайского края.
- Медицинские учреждения — Детская инфекционная поликлиника № 4.
- Учебные заведения — Профессиональное училище № 33, Алтайский архитектурно-строительный колледж, Гимназия № 74, Учебный центр при ГУВД по Алтайскому краю.
- Производственные объекты — Барнаульская водяная компания.

## Обрушение дома № 33
17 июля 2013 года обрушилась фасадная часть многоквартирного жилого дома по адресу ул. Эмилии Алексеевой, 33. В результате обрушения погибли 2 человека. По данным муниципальных властей, дом был признан аварийным и подлежащим реконструкции ещё в ноябре 2012 года, но жители отказались покинуть жилое помещение и переселиться в маневренный фонд.